# Foszkarnet
A foszkarnet (INN: foscarnet)  széles-spektrumú antivirális szer, mely elsősorban a humán herpeszvírusok szaporodását gátolja, valamint egyes retrovírusokat – beleértve a human immunodeficiencia vírust (HIV) –, továbbá a hepatitis B vírust is.
AIDS-ben szenvedő betegek életét és látását veszélyeztető cytomegalovirus(en) (CMV) által okozott betegségekben, elsősorban CMV-okozta vírusos szemgyulladás (chorioretinitis(en)) indukciós és fenntartó kezelésére alkalmazzák, erős toxicitása miatt csak második vonalbeli szerként. Az utóbbi években előnyben részesítik a ganciklovirral(en) felváltva adott kombinált kezelést. A foszkarnet megakadályozza, hogy az állapot tovább romoljék, de a már létező károsodást nem szünteti meg.
A VIII. Magyar Gyógyszerkönyvben Foscarnetum natricum hexahydricum    néven hivatalos.  

## Hatásmód
A pirofoszforsav szerves analógja.
A vírus DNS-polimeráz és reverz transzkriptáz enzimjét gátolja. Mindkét enzimnek a pirofoszfátot kötő oldalához kapcsolódik, és megakadályozza a pirofoszfát lehasadását a dezoxinukleotid-trifoszfátokból. Ezzel lehetetlenné válik a DNS-lánc továbbépülése.
Az emlősök DNS-polimeráz enzimjére 100-szor kisebb hatása van, mint a CMV-víruséra. Nem igényel intracelluláris foszforilációt, ezért in vitro körülmények között hatékony a timidin-kináz(en) enzimmel nem rendelkező herpes simplex-mutánsok(en) ellen is.

## Adagolás
Centrális vénába 24 mg/ml, periferiális vénába 12 mg/ml-es koncentrációban kell beadni. Az utóbbi esetben 5%-os dextróz- vagy fiziológiás sóoldattal lehet hígítani a 24 mg/ml koncentrációjú szert.
A CMV retinitis indukciós kezelésére 2-3 héten át alkalmazzák, 8 órás időközönként 60 mg/ttkg‑os, vagy 12 órás időközönként 90 mg/ttkg-os dózisban adott intermittáló infúzió formájában a beteg vesefunkciójától függően.
Fenntartó kezelésre naponta alkalmazzák mindaddig, ameddig a terápia folytatása szükséges. Normál vesefunkcióval rendelkező betegekben a dózistartomány 90 és 120 mg/ttkg között van.
Az infúzió időtartama nem lehet rövidebb 90 mg/ttkg-os dózis esetében 2 óránál, 60 mg/ttkg-os dózis esetében 1 óránál. Gyors intravénás injekció formájában nem alkalmazható.
Megfelelő folyadékpótlással a foszkarnet vesetoxikus hatása csökkenthető: az első foszkarnet infúzió előtt 0,5-1,0 liter fiziológiás sóoldattal, majd azt követően minden egyes infúziónál 0,5-1,0 liter fiziológiás sóoldattal, ill. a kezelési előírásokat betartó betegeknél akár szájon át.
Ajánlatos kerülni más gyógyszerek foszkarnettel egyidejű infúzióját. Ismert inkompatibilitások: 
30%-os dextróz oldat, amphotericin B, aciklovir‑nátrium, ganciklovir(en), pentamidin-izetionát(en), trimetoprim-szulfametoxazol, vankomicin-hidroklorid(en), kalciumtartalmú oldatok.

## Mellékhatások
A vesefunkció károsodása a foszkarnet alkalmazása során bármikor bekövetkezhet, ezért a szérum kreatinin-szintjét(en) az indukciós kezelés során kétnaponta, a fenntartó kezelés során pedig hetente ellenőrizni kell, és a vesefunkciónak megfelelő dóziskorrekciókat el kell végezni. A megfelelő folyadék-ellátottsági állapotot kell fenntartani.
A foszkarnet hajlamos a kétértékű fémionokkal (kalciummal, magnéziummal) kelátot képezni, ami az infúzió sebességétől függően az ionszint gyors csökkenéséhez vezethet. A csökkenés sokszor nem mutatható ki a szérum összkalcium-szintjében, ezért a kezelés előtt és közben értékelni kell az elektrolitok mennyiségét.
A foszkarnet helyi szövetizgató tulajdonságokkal rendelkezik és a vizeletben magas koncentrációban történő ürülése esetén a nemi szervek irritációját, sőt akár fekélyesedését is előidézheti.
A foszkarnet-terápia ideje alatt mellékhatásként előfordulhat görcs és szédülés, ami az autóvezetési képességet ronthatja.
A fentieken felüli gyakori mellékhatások: emésztőrendszeri panaszok, bőrkiütés, meghűlés, a vér kreatinin-, hemoglobin-, kálium-, kalcium- és magnéziumszintjének csökkenése.
A foszkarnettel kezelt betegek többsége súlyosan legyengült immunrendszerű és súlyos vírusfertőzésekben szenved. A klinikai próbákat is ilyen betegeken végezték. A mellékhatások jellegét befolyásolja a fizikai állapot, az alapbetegség súlyossága, a társfertőzések előfordulása és az egyidejűleg alkalmazott egyéb kezelés is.

## Ellenjavallatok
A szer ellenjavallt terhesség és szoptatás alatt, valamint művesekezelés alatt álló betegek esetében.
A foszkarnet károsíthatja a veseműködést, ezért egyéb vesekárosító gyógyszerekkel (pl. aminoglikozidok(en), amphotericin B, ciklosporin) együtt adva a toxicitás fokozódhat. Tubuláris szekréciót gátló szerekkel a foszkarnet eliminációja csökkenhet.
A foszkarnet csökkenti az ionizált Ca2+ vérszintet, ezért különös elővigyázatosságot igényel, ha párhuzamosan ilyen gyógyszerrel adják együtt. Vesekárosodást és tüneti hypocalcaemiát(en) (a vér kalciumszintjének kóros csökkenését) (Trousseau-(en) és Chvostek-féle tüneteket(en)) tapasztaltak egyidejű foszkarnet és pentamidin adáskor. Rendellenes veseműködésről számoltak be a foszkarnet ritonavirrel(en) és/vagy szakinavirrel kombináltan történő alkalmazását követően is.

## Készítmények
Magyarországon:
- FOSCAVIR 24 mg/ml oldatos infúzió

A nemzetközi gyógyszerforgalomban a fentin felül:
- Foscarnet
- Triapten
- Virudin